# Aeroportul Etadunna
Aeroportul Etadunna (IATA: ETD, ICAO: YEDA) este un aeroport din Australia de Sud, Australia ce deservește zona Etadunna⁠(d).
Situat la o altitudine de 18 m, aeroportul dispune de o singură pistă.